# Ezeiza (ville)
Pour les articles homonymes, voir Ezeiza.
Ezeiza est une localité argentine située dans le partido homonyme, dans la province de Buenos Aires.

## Religion
| Diocèse  | Lomas de Zamora                                    |
| -------- | -------------------------------------------------- |
| Paroisse | Nuestra Señora de Loreto, Nuestra Señora del Valle |

## Personnalités
- Alberto Tarantini, footballeur.